# 渦狀星系
渦狀星系（Whirlpool Galaxy），又叫做M51或是NGC 5194，位在天空北方的獵犬座（Canes Venaciti），長度約有65000光年，距離地球2300萬光年。有時候，M51是指渦狀星系及其伴星系，如果要區分的話，會將M51分為M51A（NGC 5194）及M51B（NGC 5195）。

## 發現
渦狀星系是由查爾斯·梅西耶於1773年10月13日發現的。其伴星系NGC 5195則由皮埃爾·梅香於1781年發現。直至1845年，它才第一次被看出是旋涡星系，而發現它是漩渦狀的是威廉·帕森思，他透過一座建於愛爾蘭比爾城堡的72吋反射望遠鏡而得出此觀察結果。

## 超新星
2005年，人們觀察到渦狀星系內的一顆超新星SN 2005cs，其最高亮度達14等。2011年5月31日觀察到另一顆屬於II型超新星的超新星SN 2011dh，視星等達到13.5，座標是13:30:05.08 +47:10:11.2。

## 觀測
M51位於獵犬座深處，通常可以透過找到北斗七星最東邊的恆星搖光，再向西南方向移動3.5°來找到M51。M51赤緯為+47°，對於北緯43度以上的觀測者來說，M51是拱極星（永不落下）；M51在整個北半球都達到很高的高度，從11月清晨到5月底都可觀測，此後在中等緯度地區觀測與太陽升起的時間相吻合。
在黑暗的天空條件下，可以透過雙筒望遠鏡看到M51，用現代業餘望遠鏡也可以分辨出細節。透過100毫米望遠鏡可以看到M51（極限為5×6'）及其伴星系的基本輪廓。在黑暗的天空下，透過150毫米望遠鏡的中等目鏡，可以探測到M51的內在螺旋結構。在黑暗的天空條件下，使用較大的（>300 毫米）儀器，可以看到各種螺旋帶，其中HII區域清晰可見。
長時間曝光可顯示出M51巨大星雲延伸範圍超出了一般可見區域。1984年，藉助法國國家科研中心太空天文實驗室（L.A.S.-CNRS）和法國上普羅旺斯天文台（O.H.P.）聯合研製的高速探測器—圖像光子計數系統（IPCS），以及加拿大-法國-夏威夷望遠鏡（C.F.H.T.）3.60米望遠鏡探測到了渦狀星系核心成分。
2005年1月，哈伯精選計畫利用哈伯ACS儀器建構了M51的 11,477 × 7,965 像素的合成影像。這張圖像突出了星系的螺旋臂，並展示了臂內一些結構的細節。